# Lengspitze
Lengspitze är en bergstopp i Österrike. Den ligger i den västra delen av landet, 300 km väster om huvudstaden Wien. Toppen på Lengspitze är 3 105 meter över havet, eller 310 meter över den omgivande terrängen. Bredden vid basen är 2,2 km.
Terrängen runt Lengspitze är huvudsakligen bergig. Runt Lengspitze är det ganska glesbefolkat, med 30 invånare per kvadratkilometer.. Det finns inga samhällen i närheten. 
Trakten runt Lengspitze består i huvudsak av gräsmarker.